# Tierra (película de 1930)
Tierra (en ucraniano: Земля; transliterado, Zemlyá) es una película muda soviética de 1930, dirigida por el director de cine soviético Aleksandr Dovzhenko. Relata la insurrección de una comunidad de agricultores ante la expropiación hostil por parte de los kuláks (terratenientes). La película se sitúa durante el proceso de colectivización de la tierra que siguió a la Nueva Política Económica de Lenin, a la cual se resistieron los kuláks durante el gobierno de Iósif Stalin. Es la tercera parte de la "Trilogía de Ucrania" de Dovzhenko (junto con Zvenigorá y Arsenal).
La película fue simultáneamente alabada y criticada por las autoridades soviéticas que aprobaron mensaje político pero criticaron su ambigüedad. La influencia soviética es clara, particularmente en la cercanía de la "tierra" con los campesinos, pero no queda exactamente expresado por qué o cómo funciona el símbolo. De hecho, la película también trata sobre temas tales como la muerte, destrucción y pobreza.
Tierra es usualmente considerada como la mejor película de Dovzhenko y, a menudo, es citada junto con El acorazado Potemkin (1925) de Serguéi Eisenstein como una de las películas más importantes del cine soviético. Así, ocupó el puesto 88 en la encuesta de 1995 sobre las 100 mejores películas del siglo en la revista Time Out. Asimismo, fue votada como una de las diez mejores películas de todos los tiempos por un grupo de 117 historiadores de cine en la Exposición General de Bruselas de 1958 y nombrada una de las diez mejores películas de todos los tiempos por el Simposio internacional de críticos de cine. Está incluida entre las 100 mejores películas del cine ucraniano.

## Argumento
La película comienza en el lecho de muerte del abuelo Semyon Opanas debajo de un peral. A continuación los kuláks locales, liderados por Arkhyp Bilokin, contemplan el proceso de colectivización y declaran su resistencia. Mientras tanto el nieto de Semyon, Vasyl, y sus amigos del Komsomol se reúnen para discutir la colectivización, aunque su padre es escéptico.
Más tarde, Vasyl llega emocionado con el primer tractor de la comunidad. Después de que los hombres orinan en el radiador sobrecalentado, los campesinos aran la tierra con el tractor y cosechan el grano. Una secuencia de montaje presenta la producción de pan de principio a fin. Esa noche Vasyl baila un jopak a lo largo de un camino yendo a casa, pero una figura en la oscuridad lo ataca y asesina.
El padre de Vasyl rechaza al sacerdote ortodoxo ruso que espera dirigir el funeral, declarando su ateísmo. Pide a los amigos de Vasyl que entierren a su hijo de una nueva manera sin sacerdotes y "canten nuevas canciones para una nueva vida". Los aldeanos lo cumplen mientras Natalya, la prometida de Vasyl, llora desconsoladamente y el sacerdote local los maldice. En el cementerio, Khoma, el hijo de Bilokin, llega frenético para declarar que mató a Vasyl y resistirá la colectivización, pero los aldeanos no le prestan atención, declarando que la gloria de Vasyl volará alrededor del mundo como un nuevo avión comunista. La película termina con un aguacero sobre frutas y verduras.

## Reparto
- Stepán Shkurat — Opanás (como S. Shkurat)
- Semyon Svashenko — Vasili 'Basil' Opanás (como S. Svashenko)
- Yuliya Sólntseva — hermana de Vasili (como Yu. Sólntseva)
- Yelena Maksímova — Natalya, novia de Vasili (como Ye. Maksímova)
- Nikolái Nademsky — Semyon 'Simon' Opanás (como N. Nademsky)
- Iván Frankó — Arkhip Whitehorse, padre de Jomá (como I. Franko)
- Piotr Masoja — Jomá 'Thomas' Whitehorse (como P. Masoja)
- Vladímir Mijáilov — Cura del pueblo (como V. Mijáilov)
- Pável Pétrik — Líder juvenil de la célula partidaria (como P. Pétrik)
- P. Umanets — Presidente del soviet

## Producción
Dovzhenko escribió el guion original para la Tierra en 1929 en respuesta a la reciente colectivización de aldeas en Ucrania, que describió como "un período no solo de transformación económica sino también de transformación mental en todo el pueblo". Basó el personaje de Semyon en su abuelo y el asesinato de Vasyl en un agente soviético asesinado por kuláks en su distrito natal. Dovzhenko incluyó diferencias generacionales entre ciudadanos jóvenes y viejos para representar el "cambio de conciencia" durante el nuevo régimen. Esto se demuestra en la yuxtaposición entre Vasyl, que acepta de todo corazón la colectivización y el tractor como una forma de eficiencia; y su padre, que es escéptico sobre el comunismo y se obstina en utilizar un arado tirado por bueyes. El cambio de conciencia ocurre cuando Vasyl es asesinado y su padre rechaza al sacerdote a favor de un funeral irreligioso. El comunismo está vinculado con el progreso y la modernización en la película, como en la representación de la llegada del tractor y en la evocación de un avión construido por los comunistas durante el funeral.
Esta fue la primera película de Dovzhenko con los Estudios Kiev, después de haber impresionado tanto a la crítica como al gobierno soviético con sus dos primeras películas. Una vez más, trabajó con el director de fotografía Danylo Demutski. La película se rodó principalmente en el óblast de Poltava, Ucrania. Al filmar el baile de Vasyl celebrando el éxito de la cosecha, la escena estaba originalmente escrita como un jopak al estilo cosaco, pero Svashenko la modificó basándose en los consejos de los agricultores locales. Dovzhenko luego adaptó la película en una novelización y publicó el guion completo en 1952. En ucraniano y ruso, el título "Zemlyá" puede traducirse como "tierra" en el sentido de suelo o tierra de cultivo.

## Influencia
La escena inicial de Tierra, que muestra a un anciano muriendo en medio de unos perales, probablemente influyó en la realización del video musical para la canción de Enigma Return to Innocence, de 1994.